# Grojband
Grojband è una serie animata televisiva canadese sviluppata da Fresh TV Inc. e distribuita da FremantleMedia. La serie è stata creata da Todd Kauffman e Mark Thornton. I produttori esecutivi sono Tom McGillis e Jennifer Pertsch.

## Trama
La serie narra la vita di alcuni ragazzi (Corey e i suoi tre migliori amici, Laney e i fratelli Kin e Kon), che creano un gruppo rock in un garage, sognando di diventare delle rockstar di fama mondiale. A causa della mancata abilità di Corey di scrivere testi, ad ogni puntata trova un modo per far provare alla sorella Trina una forte emozione (generalmente una forte rabbia) così che lei scriva sul suo diario, che viene poi preso in prestito dalla band per trarne una canzone.

## Personaggi
- Corey Riffin: è il leader tredicenne del gruppo, cantante e chitarrista della Grojband. Fa di tutto per far arrabbiare sua sorella Trina, in modo che lei lo scriva nel suo diario, che poi Corey utilizza per scrivere i testi delle sue canzoni. Non si accorge mai dei sentimenti che Laney ha nei suoi confronti. Doppiatore italiano: Gabriele Patriarca.
- Laney Penn: è la bassista e manager della Grojband. Rossa di capelli e bassa di statura, è l'unica femmina della band. Tende ad essere più razionale rispetto al resto del gruppo, ma è incline a cedere ai suoi schemi, principalmente a causa della sua cotta per Corey. Doppiatrice italiana: Eva Padoan.
- Kin Kujira: è il tastierista della band, fratello gemello di Kon. Ha talento per la tecnologia e solitamente costruisce strani gadget che aiutano la band. Doppiatore italiano: Gabriele Lopez.
- Kon Kujira: è il batterista della band, fratello gemello di Kin. Kon è in sovrappeso. Solitamente ha buone intenzioni, pur avendo spesso un comportamento infantile. Doppiatore italiano: Piero Di Blasio.
- Katrina "Trina" Riffin:  ha 16 anni ed è la sorella maggiore di Corey. È una ragazza viziata e ha una cotta per Nick Mallory, nonostante lui non la consideri minimamente. Ogni volta che prova una forte emozione (generalmente una forte rabbia, ma anche altre come amore, tristezza, felicità e paura), impulsivamente scrive nel suo diario, che fornisce a Corey l'ispirazione per i testi per le loro canzoni. Doppiatrice italiana: Ughetta d'Onorascenzo.
- Carrie Beff: leader, chitarrista, e cantante dei Newman. È anche sorella di Mina.
- Lawrence "Larry" Nepp: rivale di Laney, bassista e band manager dei Newman. Sembra avere una cotta per Carrie.
- Kimmy "Kim" Kagami: tastierista dei Newman e rivale di Kin.
- Konnie Kagami: batterista dei Newman e rivale di Kon.
- Mina Beff: è la migliore amica di Trina e vorrebbe essere come lei, sebbene la tratti come uno zerbino. Il suo vero nome è Bernadette, ma Trina l'ha costretta a cambiarlo per fare in modo che i loro due nomi facciano rima. È la sorella di Carrie Beff.
- Nick Mallory: è il ragazzo più popolare della scuola, adorato da tutte le ragazze, soprattutto da Trina, anche se di solito lui la ignora. Narcisista, si riferisce a se stesso in terza persona; a volte è di grande aiuto alla band.
- Allie Day e Kate Persky: sono groupie della Grojband e sono disposte a fare di tutto pur di aiutarli.
- Sindaco Mellow: il sindaco di Peaceville; parla sempre in rima.
- Buzz Newsworthy e Chance Happening: lavorano nel telegiornale locale di Peaceville.
- Barney: è un imprenditore miliardario che possiede diverse aziende a Peaceville.

## Episodi
La serie è composta da 52 episodi della durata di 11 minuti ciascuno. La serie è messa in onda negli Stati Uniti dal 10 giugno 2013 su Cartoon Network, mentre in Canada è andata in onda dal 5 settembre 2013 su Teletoon e in Italia è andata in onda dal 4 novembre 2013 su K2 e ritornata il 6 ottobre 2014.

## Curiosità
- L'emblema principale del gruppo è il teschio di Duncan, personaggio della serie A tutto reality prodotta sempre in Canada e sempre dalla Fresh TV Inc. Il teschio compare anche nella maglietta di Jesse di Looped - È sempre lunedì e nella serie animata I Fantaeroi sulla maglietta di Eric. Questo deriva dalla presenza di Todd Kauffman in tutte e tre le produzioni delle serie.